# سواوامیر فابیتسکی
سواوامیر فابیتسکی (لهستانی: Sławomir Fabicki؛ زادهٔ ۵ آوریل ۱۹۷۰) کارگردان فیلم، فیلم‌نامه‌نویس اهل لهستان است.
فیلم او بازیافت در بخش نوعی نگاه در جشنواره فیلم کن ۲۰۰۶ به نمایش درآمد. 
از فیلم‌ها یا مجموعه‌های تلویزیونی دیگری که وی در آن‌ها نقش داشته است، می‌توان به بازیافت، یخ‌ژاله، کمیسر آلکس، جرم و فرابنفش اشاره نمود.